# Percy Edward Newberry
Percy Edward Newberry (né à Islington, Londres le 23 avril 1869, mort à Godalming, Surrey le 7 août 1949) est un égyptologue britannique.

## Biographie
Newberry étudie d'abord au King's College School, puis au King's College de Londres.
En 1884, sur l'invitation de Reginald Stuart Poole, Newberry commence un travail administratif à la « Société d'exploration de l'Égypte », fondée deux ans plus tôt. Il y travaille jusqu'en 1886, puis commence ses propres recherches en égyptologie.
Il dirige les fouilles de Beni Hassan et El Bersha en avril 1890, et travaille sur d'autres sites en Égypte, de 1895 à 1905.
Il est professeur d'égyptologie, de 1906 à 1919, et professeur d'histoire ancienne et d'archéologie à l'université du Caire de 1929 à 1933.
Il lègue ses papiers personnels à l'Institut Griffith de l'université d'Oxford, et ses livres à la Bibliothèque d'égyptologie (aujourd'hui Bibliothèque de la Faculté d'études orientales) de l'université de Cambridge.

## Publications
- Beni Hasan, Londres, Kegan Paul, Trench, Trübner & Co., 1893
- El Bersheh, Londres, Egypt Exploration Fund, coll. « Archaeological survey of Egypt, 3rd memoir », 1895
- The life of Rekhmara, Westminster, Archibald Constable, 1900
- A short history of ancient Egypt, Londres, Archibald Constable, 1904 (avec John Garstang)
- Scarabs : an introduction to the study of Egyptian seals and signet rings, Londres, Archibald Constable, 1906
- Scarab-shaped seals, Londres, A. Constable and Co., coll. « Catalogue général des antiquités égyptiennes du Musée du Caire », 1907
- The Timins collection of ancient Egyptian scarabs and cylinder seals, Londres, Archibald Constable, 1907
- Egypt as a field for anthropological research, Washington, 1925
- Funerary statuettes and model sarcophagi, Le Caire, Institut français d'archéologie orientale, coll. « Catalogue général des antiquités égyptiennes du Musée du Caire », 1930